# West Pullman

Situation de West Pullman dans la ville de Chicago

West Pullman est l'un des 77 secteurs communautaires de la ville de Chicago aux États-Unis. Il se situe dans le South Side.